# David Margulies
David Joseph Margulies (Brooklyn, 19 febbraio 1937 – Manhattan, 11 gennaio 2016) è stato un attore statunitense.

## Biografia
Ha recitato in Ghostbusters - Acchiappafantasmi, Ghostbusters II, 9 settimane e ½, Ace Ventura - L'acchiappanimali e Vestito per uccidere. Ha preso parte alle serie televisive Law & Order e I Soprano.
È stato sposato con Carol Grant dalla quale ha avuto un figlio, Jonathan, e da cui ha divorziato. In seguito, si legò all'attrice Lois Smith con cui rimase fino alla morte.
È morto nel 2016, a 78 anni, dopo una lunga malattia.

## Filmografia parziale
- Il prestanome (The Front), regia di Martin Ritt (1976)
- Il segno degli Hannan (Last Embrace), regia di Jonathan Demme (1979)
- All That Jazz - Lo spettacolo comincia (All That Jazz), regia di Bob Fosse (1979)
- Li troverò ad ogni costo (Hide in Plain Sight), regia di James Caan (1980)
- Vestito per uccidere (Dressed to Kill), regia di Brian De Palma (1980)
- Daniel, regia di Sidney Lumet (1983)
- Ghostbusters - Acchiappafantasmi (Ghostbusters), regia di Ivan Reitman (1984)
- 9 settimane e ½ (Nine 1/2 Weeks), regia di Adrian Lyne (1986)
- Ricordi di Brighton Beach (Brighton Beach Memoirs), regia di Gene Saks (1986)
- Ishtar, regia di Elaine May (1987)
- Vivere in fuga (Running on Empty), regia di Sidney Lumet (1988)
- Ghostbusters II, regia di Ivan Reitman (1989)
- Bebè mania (Funny About Love), regia di Leonard Nimoy (1990)
- Una estranea fra noi (A Stranger Among Us), regia di Sidney Lumet (1992)
- Ma capita tutto a me? (Out on a Limb), regia di Francis Veber (1992)
- Ace Ventura - L'acchiappanimali (Ace Ventura: Pet Detective), regia di Tom Shadyac (1994)
- Celebrity, regia di Woody Allen (1998)
- Love & Secrets, regia di Andrew Jarecki (2010)
- Gigolò per caso (Fading Gigolo), regia di John Turturro (2013)
- 1981: Indagine a New York (A Most Violent Year), regia di J.C. Chandor (2014)

## Doppiatori italiani
Nelle versioni in italiano delle opere in cui ha recitato, David Margulies è stato doppiato da:
- Dante Biagioni in Law & Order - I due volti della giustizia (ep. 15x11), Law & Order - Unità vittime speciali
- Massimo Giuliani in All That Jazz - Lo spettacolo comincia
- Pietro Biondi in Law & Order - I due volti della giustizia (ep. 5x15)
- Romano Ghini in 9 settimane e ½
- Gianni Bonagura in Ghostbusters - Acchiappafantasmi
- Vittorio Congia in Ghostbusters II
- Franco Odoardi in Ma capita tutto a me?
- Gianni Vagliani in Celebrity
- Michele Kalamera ne I Soprano (st. 2)
- Mauro Bosco ne I Soprano (ep. 4x08)
- Dario De Grassi ne I Soprano (ep. 5x13)
- Diego Reggente ne I Soprano (ep. 6x13, 6x21)
- Angelo Nicotra in Love & Secrets
- Silvio Anselmo in The Good Wife
- Carlo Valli in Gigolò per caso